# 高松西インターチェンジ
高松西インターチェンジ（たかまつにしインターチェンジ）は、香川県高松市中間（なかつま）町山神地区にある高松自動車道のインターチェンジである。
松山・高知・岡山方面のみのハーフインターチェンジで、東隣には徳島方面のハーフインターである高松檀紙ICがある。

## 概要
当インターチェンジから、高松自動車道のキロポスト表示が変わる（下り線が0KPになる）。これは高松自動車道（高松東道路区間）開通以前における、愛媛・坂出方面よりの終点がこのインターチェンジであり、1987年までは国土開発幹線自動車道の予定路線としての起点であった事の名残である。同じ理由で計画当初の仮称は「高松インターチェンジ」だった。そのためIC番号とキロポストは当ICでリセットされる。
高松道の交通量は本ICを境に大きく差があり、西側は東側のほぼ2倍である（高松自動車道#交通量を参照のこと）。

## 道路
- E11 高松自動車道（1番）

直接接続
- 香川県道12号三木国分寺線

間接接続
- 香川県道44号円座香南線バイパス
- 香川県道178号山崎御厩線

## 料金所

### 入口
- ブース数:3
  - ETC専用:1
  - 一般・ETC:1
  - 一般:1

### 出口
- ブース数:5
  - ETC専用:2
  - 一般:3

## 周辺
- 田村神社（讃岐国一宮）
- 一宮寺（四国八十八箇所 第83番）
- 国分寺（四国八十八箇所 第80番）
- 白峯寺（四国八十八箇所 第81番）
- 根香寺（四国八十八箇所 第82番）
- JRA ウインズ高松（場外馬券売場）
- 八幡バス停（国道11号檀紙交差点近く）
かつては高松〜高知、高松〜松山の高速バスが停車していた（高速バスの停留所名は「八幡高松西インター口」）が、高知便は2007年5月10日に、松山便も同年12月1日に経路変更（高松中央インターバスターミナル経由）のため廃止された。
- 綾川町方面（府中湖スマートインターチェンジも利用可能）

## 高速バス
前述の通り、2007年以降は本IC付近で客扱いする高速バスが存在しなかったが、2023年11月1日に本IC北方の県道178号山崎御厩線上に高松西インター北停留所が新設された。利用者用の駐車場も併せて開設された。

### 停車路線
- 高松 - 松山線（坊っちゃんエクスプレス）《ジェイアール四国バス・四国高速バス・伊予鉄バス》
- 高松 - 高知線（黒潮エクスプレス）《ジェイアール四国バス・四国高速バス・とさでん交通》

## 隣
E11 高松自動車道
(17)高松檀紙IC - (1)高松西IC  - (1-1)府中湖PA/スマートIC - (2)坂出JCT - (3)善通寺IC